# Dendriscocaulon intricatulum
Dendriscocaulon intricatulum är en lavart som först beskrevs av William Nylander och fick sitt nu gällande namn av Henssen. 
Dendriscocaulon intricatulum ingår i släktet Dendriscocaulon och familjen Lobariaceae.   Inga underarter finns listade i Catalogue of Life.